# 瓦尔讷通
瓦尔讷通（法語：Warneton，法語發音：[waʁnətɔ̃]）是法国上法蘭西大區北部省的一个市镇，位于该省北部偏西，隔利斯河与比利时同名村镇相望，属于里尔区和里尔欧洲都会区。

## 地理
瓦尔讷通（50°44'50"N, 2°57'9"E）面积4.17 平方千米，位于法国上法蘭西大區北部省，该省份为法国最北部的省份及最长的省份，西北濒北海，西接加来海峡省，南至埃纳省和索姆省，东与比利时接壤。
与瓦尔讷通接壤的市镇（或旧市镇、城区）包括：科米讷、德莱蒙。
瓦尔讷通的时区为UTC+01:00、UTC+02:00（夏令时）。

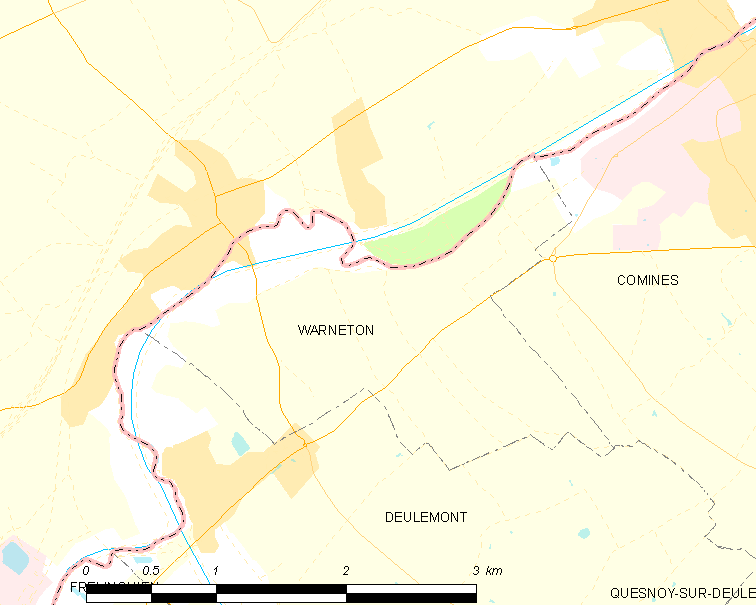
瓦尔讷通的OSM定位图

## 行政
瓦尔讷通的邮政编码为59560，INSEE市镇编码为59643。

## 政治
瓦尔讷通所属的省级选区为阿尔芒蒂耶尔县。

## 人口

1962-2008年间瓦尔讷通人口变化图示

瓦尔讷通于2022年1月1日时的人口数量为233人。